# Xenochalepus dictyopterus
Xenochalepus dictyopterus is een keversoort uit de familie bladkevers (Chrysomelidae). De wetenschappelijke naam van de soort werd in 1832 gepubliceerd door Josef Anton Maximilian Perty.